# Guerra yamasee
La guerra yamasee (scritto anche guerra yemassee) (1715–1717) è stato un conflitto combattuto tra i coloni britannici della colonia della Carolina e varie tribù di nativi americani tra cui Yamasee, Muscogee, Cherokee, Chickasaw, Catawba, Apalachee, Apalachicola, Yuchi, Shawnee del fiume Savannah, Congaree, Waxhaw, Pee Dee, Dawhee (c.d. "Cape Fear Indians"), Cheraw ed altri. Alcuni gruppi di nativi giocarono un ruolo minore mentre altri attaccarono in tutta la Carolina del Sud nel tentativo di distruggere la colonia.
I nativi uccisero centinaia di coloni e distrussero molti insediamenti. Commercianti furono uccisi in tutto il sudest statunitense. Abbandonando gli insediamenti di frontiera, le persone fuggirono a Charles Town dove patirono la fame quando terminarono le scorte di cibo. La sopravvivenza della colonia della Carolina del Sud fu in dubbio per tutto il 1715. La situazione cambiò all'inizio del 1716, quando i Cherokee si schierarono con i coloni contro i Creek, loro nemici tradizionale. Gli ultimi nemici nativi della Carolina del Sud si ritirarono nel 1717, permettendo una fragile pace.
La guerra yamasee fu una dei più devastanti conflitti coloniali statunitensi. Fu una delle maggiori minacce indiane al dominio europeo. Per oltre un anno la colonia affrontò la possibilità di venire annichilita. Circa il 7% della popolazione della Carolina del Sud fu uccisa, il che la rende una guerra più sanguinosa della guerra di re Filippo, spesso citata come la più sanguinosa dell'America del Nord in cui siano stati coinvolti gli indiani. La situazione geopolitica delle colonie britanniche, spagnole e francesi, così come quella dei nativi americani, fu radicalmente modificata. La guerra segna la fine della prima epoca coloniale degli Stati Uniti d'America meridionali. La guerra yamasee ed il suo strascico contribuirono alla nascita di nuove confederazioni indiane, come quelle di Muscogee Creek e di Catawba.
L'origine della guerra fu complessa. Le varie tribù indiane avevano motivi diversi per entrare in guerra. Anche il loro coinvolgimento fu differente. Tra i fattori vi fu l'invasione terriera fatta dagli europei, il sistema commerciale, gli abusi dei commercianti, lo schiavismo perpetrato ai danni degli indiani, l'esaurimento dei cervi, l'aumento dei debiti indiani e la contrastante ricchezza dei coloni, la diffusione di piantagioni di riso, il potere francese in Louisiana che offriva un'alternativa al commercio con i britannici, le rotte indiane che da tempo li collegavano alla Florida spagnola, la sete di potere dei gruppi indiani e le recenti esperienze nelle collaborazioni militari tra tribù un tempo distanti.

## Contesto storico

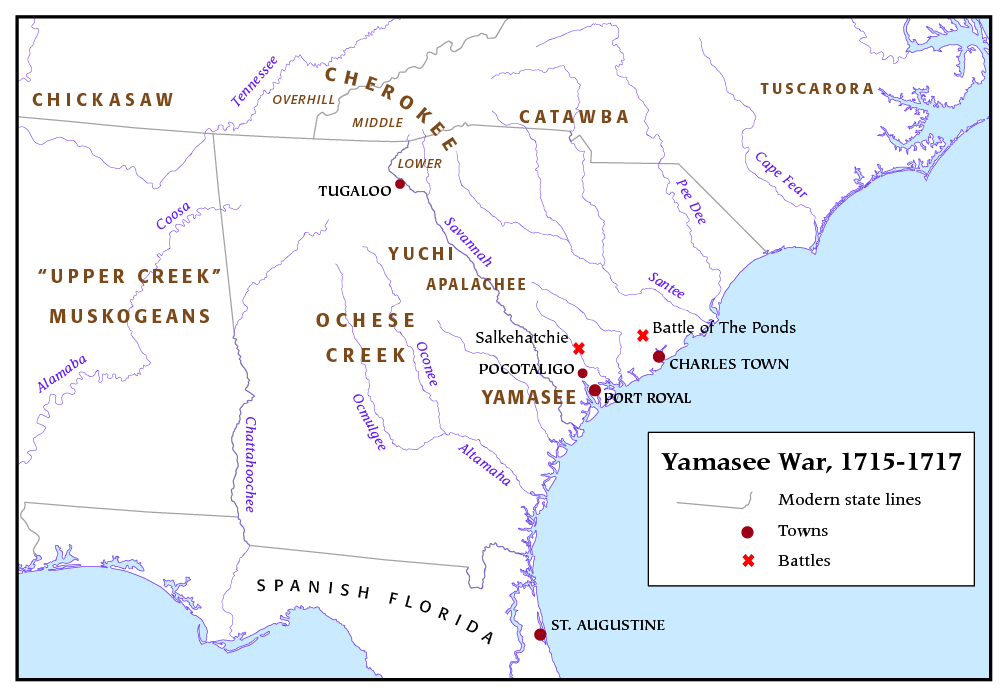
Mappa della guerra yamasee

La guerra dei Tuscarora ed il suo lungo strascico giocarono un ruolo fondamentale nello scoppio della guerra yamasee. I Tuscarora iniziarono ad attaccare gli insediamenti coloniali della Carolina del Nord nel 1711. I coloni della Carolina del Sud si armarono ed organizzarono due campagne contro i Tuscarora, nel 1712 e nel 1713. Questi eserciti erano composti soprattutto da indiani. Gli Yamasee erano stati alleati dei coloni della Carolina del Sud per molti anni, e costituirono il nucleo centrale di entrambe le campagne. Altri indiani furono assoldati da diverse tribù che in alcuni casi erano nemiche tra di loro. Tra le tribù che prestarono guerrieri alla Carolina del Sud vi furono Yamasee, Catawba, Yuchi, Apalachee, Cusabo, Wateree, Sugaree, Waxhaw, Congraree, Pee Dee, Cape Fear, Cheraw, Sissipahaw, Cherokee e vari gruppi di proto-Creek.
Questa collaborazione militare portò gli indiani dell'intera regione a stretto contatto tra loro. Gli indiani videro la discordia e la debolezza delle colonie britanniche, soprattutto quando Carolina del Sud, Carolina del Nord e Virginia litigavano su come condurre la guerra dei Tuscarora. In generale tutte le tribù che avevano aiutato la Carolina del Sud durante la guerra dei Tuscarora si unirono per attaccare i coloni durante la guerra yamasee due o tre anni dopo.
Gli Yamasee, spesso definiti una tribù, erano un amalgama dei resti di antiche tribù e chiefdom, come quelli dei Guale o di altri gruppi originari delle province di Tama e Ocute in Georgia. Gli Yamasee apparvero nel XVII secolo lungo la frontiera contesa tra Carolina del Sud e Florida spagnola. Inizialmente alleati con gli spagnoli, gli Yamasee si trasferirono a nord alla fine del XVII secolo divenendo i più importanti alleati indiani della Carolina del Sud. vissero nei pressi della foce del Savannah ed attorno a Port Royal Sound.
Per anni gli Yamasee approfittarono della relazione con i britannici. Nel 1715 i britannici trovarono difficoltà ad ottenere dagli indiani i due oggetti più richiesti, pelli di cervo e schiavi indiani. Alcuni storici hanno ipotizzato che un censimento fatto dai britannici quello stesso anno mise addosso agli Yamasee il timore dello schiavismo. Con il boom economico delle pelli di cervo in una regione più ampia, questi animali divennero rari in terra Yamasee. Dopo la guerra dei Tuscarora le opportunità di cacciare schiavi fu limitata. Gli Yamasee si indebitarono pesantemente con i commercianti britannici che gli fornivano a credito ogni genere di beni. Nel 1715 le piantagioni di riso iniziarono a prosperare in Carolina del Sud, e molta della terra adatta a questa coltivazione fu occupata dai coloni. Agli Yamasee era stata concesse un'ampia riserva al confine meridionale della Carolina del Sud, ma i coloni iniziarono a rubargli la terra per piantare il riso.
Gli storici non sono riusciti a capire se siano stati gli Yamasee a fomentare l'odio tra gli altri indiani ed a pianificare la guerra. Gli Ochese Creeks (poi noti come Lower Creeks) potrebbero essere stati i veri responsabili. Ogni tribù che si unì alla guerra aveva le proprie ragioni, tanto complicate e radicate quanto quelle degli Yamasee. Nonostante le tribù non fossero coordinate, l'agitazione aumentò e le comunicazioni intertribali iniziarono a discutere la possibilità di una guerra. All'inizio del 1715 le voci di un ampio consenso indiano alla guerra intimorivano talmente tanto che alcuni indiani amici avvisarono i coloni del problema. Ipotizzarono che gli Ochese Creek fossero gli istigatori.

## La guerra

### Massacro di Pocotaligo
Quando l'allarme per una possibile rivolta Ochese Creek giunse al governo della Carolina del Sud, questi entrarono in azione. Il governo mandò un gruppo di uomini nella grande città Yamasee di Pocotaligo (nei pressi dell'odierna Yemassee (Carolina del Sud)) nella speranza di ottenere il sostegno degli Yamasee per la convocazione di un incontro con i capi Ochese Creek. La visita della delegazione a Pocotaligo fu la scintilla che fece scatenare la guerra.
La delegazione che fece visita a Pocotaligo era composta da Samuel Warner e William Bray, inviati dal Board of Commissioners. A loro si unirono Thomas Nairne e John Wright, due delle persone più importanti nel commercio indiano della Carolina del Sud. Altri due, Seymour Burroughs ed uno sconosciuto, si unirono alla spedizione. La sera del 14 aprile 1715, il giorno prima del Venerdì santo, gli uomini parlarono ad un'assemblea di Yamasee. Promisero di fare sforzi per porre rimedio alle proteste Yamasee e dissero che il governatore Craven stava arrivando al villaggio.
Nella notte, mentre la delegazione dormiva, gli Yamasee discussero su cosa fare. Alcuni non erano sicuri di voler entrare in guerra, ma alla fine fu fatta la scelta. Dopo aver riempito il corpo con i colori di guerra, gli Yamasee svegliarono la delegazione e l'attaccarono. Due dei sei uomini fuggirono. Seymour Burroughs riuscì a scappare e, nonostante sia stato colpito due volte, lanciò l'allarme nell'insediamento di Port Royal. Gli Yamasee uccisero Nairne, Wright, Warner e Bray. Lo sconosciuto si nascose in una palude vicina, dalla quale assistette alla rituale morte per tortura di Nairne. Gli eventi delle prime ore del venerdì santo, 15 aprile 1715, segnarono l'inizio della guerra yamasee.

### Attacchi Yamasee e contrattacchi della Carolina del Sud
Gli Yamasee organizzarono velocemente due gruppi di guerrieri composti da centinaia di uomini che partirono quella sera stessa. Un gruppo attaccò gli insediamenti di Port Royal, ma Seymour Burroughs era riuscito a raggiungere la piantagione di John Barnwell lanciando l'allarme generale. Per puro caso una nave di contrabbandieri era stata catturata ed era ormeggiata a Port Royal. Quando giunsero gli Yamasee centinaia di coloni si rifugiarono sulla nave, mentre altri fuggirono in canoa.
Il secondo gruppo attaccò Saint Bartholomew, saccheggiandola ed incendiando le piantagioni, facendo prigionieri ed uccidendo oltre cento coloni e schiavi. Nel giro di una settimana un grosso esercito Yamasee si preparò ad affrontare un esercito della Carolina del Sud assemblato di fretta. Altri Yamasee si diressero a sud per trovare rifugio in fortezze improvvisate.
La guerra yamasee fu il primo banco di prova delle milizie della Carolina del Sud. Il governatore Craven guidò circa 240 miliziani contro gli Yamasee. Gli Yamasee poterono solo unirsi per affrontare Craven. Vicino alla città indiana di Salkehatchie (o "Saltcatchers" nella storpiatura anglofona), lungo il fiume Salkehatchie, fu combattuta una battaglia campale in campo aperto. Fu il tipo di scontro voluto da Craven, e per cui gli indiani non erano preparati.
Molte centinaia di guerrieri yamasee attaccarono i circa 240 membri della milizia, cercando di aggirare gli avversari con difficoltà. Dopo l'uccisione di molti dei primi guerrieri, gli Yamasee abbandonarono lo scontro e fuggirono nelle vicine paludi. Nonostante le perdite furono abbastanza equilibrate, circa 24 per parte, il risultato fu una vittoria britannica. Le milizie inseguirono gli Yamasee riportando altre vittorie minori.
Alexander MacKay, con esperienza di guerre con gli indiani, guidò un gruppo a sud. Trovarono ed attaccarono circa 200 Yamasee che si erano rifugiati in un accampamento fortificato con una palizzata. Dopo due brevi assalti alle mura, gli Yamasee scelsero di ritirarsi. All'esterno della fortezza gli Yamasee subirono un'imboscata e furono decimati da MacKay e dai suoi circa 100 uomini.
Un piccolo scontro avvenuto nell'estate del 1715 divenne conto come Combattimento Daufuskie. L'equipaggio di una nave britannica riuscì a prendere in un'imboscata un gruppo di Yamasee, uccidendone 35 e patendo un solo caduto. Gli Yamasee sopravvissuti si diressero a sud nei pressi del fiume Altamaha.

### Uccisione di commercianti
Nonostante gli Yamasee fossero il pensiero principale degli insediamenti coloniali, i commercianti britannici che operavano nel sudest si ritrovarono coinvolti nello scontro. Molti furono uccisi. Dei circa 100 commercianti in viaggio allo scoppio della guerra, 90 furono uccisi nelle prime settimane. Tra i popoli che li attaccarono vi furono Creek (Ochese, Tallapoosa, Abeika popoli dell'Alabama), Apalachee, Chickasaw, Choctaw, Catawba, Cherokee ed altri.

### Fronte settentrionale
Nel primo mese di guerra la Carolina del Sud sperò di ricevere aiuto dagli indiani del nord, come i Catawba. Ma le prime notizie giunte da nord parlavano di Catawba e Cherokee che avevano ucciso i commercianti britannici presenti tra loro. Catawba e Cherokee non avevano attaccato i commercianti tanto velocemente quanto le tribù meridionali. Entrambi erano indecisi su cosa fare. Alcuni commercianti della Virginia furono accusati di aver istigato i Catawba contro la Carolina del Sud. Nonostante i Catawba abbiano ucciso i commercianti della Carolina del Sud, risparmiarono quelli della Virginia.
Nel maggio del 1715 i Catawba inviarono gruppi di guerrieri contro i coloni della Carolina del Sud. Circa 400 guerrieri Catawba si unirono a 70 Cherokee e terrorizzarono la parte settentrionale della colonia. A giugno 90 unità di cavalleria della Carolina del Sud guidate dal capitano Thomas Barker partirono per il nord. I Catawba-Cherokee tesero un'imboscata a Barker e li uccisero tutti. Un altro gruppo di Catawba-Cherokee attaccò una roccaforte improvvisata nella piantagione di Benjamin Schenkingh, nella quale uccisero circa 20 persone. A questo punto la Carolina del Sud non poté più difendere il ricco distretto di Goose Creek, ma solo quelli a nord di Charles Town.
Prima che il gruppo del nord attaccasse Charles Town, molti dei Cherokee se ne andarono, avendo saputo che le loro stesse città erano minacciate. I restanti Catawba si trovarono di fronte una milizia assemblata velocemente da George Chicken. Il 13 giugno 1715 la milizia di Chicken tese un'imboscata ai Catawba attaccandone il gruppo principale. Nella battaglia del Ponds le milizie misero in fuga i Catawba. Dopo essere tornati al proprio villaggio i Catawba decisero di togliersi dalla guerra. Nel luglio 1715 i diplomatici Catawba giunsero in Virginia per informare i britannici della loro volontà non solo di fare pace, ma di aiutare l'esercito della Carolina del Sud.

### Creek e Cherokee
Gli indiani Ochese furono probabilmente gli istigatori della guerra almeno quanto gli Yamasee. Quando scoppiò la guerra uccisero prontamente tutti i commercianti caroliniani presenti nel loro territorio, così come fecero Creek, Choctaw, Chickasaw e Cherokee.
Gli Ochese Creek erano divisi dalla Carolina del Sud da molti piccoli gruppi indiani, come Yuchi, Shawnee del fiume Savannah, Apalachee e Apalachicola. Nell'estate del 1715 gli indiani portarono molti attacchi con successo agli insediamenti britannici. In generale gli Ochese Creek furono cauti dopo aver visto l'efficacia dei contrattacchi della Carolina del Sud. I più piccoli gruppi di indiani fuggirono sul fiume Savannah.
In molti si rifugiarono tra gli Ochese Creeks, dove stesero piani per la successiva fase della guerra. Gli Upper Creek non erano così decisi di combattere la guerra quanto gli Ochese Creek. Avrebbero partecipato all'invasione se le condizioni fossero state favorevoli. Uno dei problemi alla base fu il commercio di beni. I Creek dipendevano dai beni britannici che giungevano dalla Carolina del Sud. Posti di fronte ad una possibile guerra con i britannici, i Creek cercarono di stringere alleanza con spagnoli e francesi. Spagnoli e francesi furono più che felici di fornire materiale ai Creek, ma non erano in grado di farlo nelle stesse quantità degli inglesi. Moschetti, polvere da sparo e proiettili erano necessari se i Creek volevano invadere la Carolina del Sud. Gli Upper Creek rimasero riluttanti ad un'entrata in guerra. Alla fine i Creek strinsero alleanze con francesi e spagnoli nel corso della guerra yamasee.
Gli Ochese Creeks avevano altri legami, come quelli con Chickasaw e Cherokee. I Chickasaw, dopo aver ucciso i commercianti inglesi, strinsero la pace con la Carolina del Sud. Condannarono le uccisioni di commercianti, una mossa ben accetta dalla Carolina del Sud. La posizione dei Cherokee divenne strategicamente importante.
I Cherokee erano divisi. In generale i Lower Cherokee, che vivevano più vicini alla Carolina del Sud, tendevano a sostenere la guerra. Alcuni di loro parteciparono agli attacchi Catawba agli insediamenti sul fiume Santee. Gli Overhill Cherokee, che vivevano più lontano dagli inglesi, avrebbero voluto allearsi con loro e fare guerra ai Creek. Uno dei capi Cherokee che sosteneva l'alleanza con gli inglesi fu Cesare, capo di una città dei Middle Cherokee.
Alla fine del 1715 due commercianti della Carolina del Sud visitarono i Cherokee e tornarono a Charles Town con una numerosa delegazione Cherokee. Fu stretta un'alleanza e fu pianificata la guerra contro i Creek. Il mese seguente i Cherokee non si presentarono ad un incontro pianificato con i caroliniani a Savannah Town. La Carolina del Sud mandò una spedizione di oltre 300 soldati dai Cherokee, giunti nel dicembre del 1715. Si divisero e visitarono le città dei Lower, Middle e Overhill capendo quanto i Cherokee fossero divisi. Nel corso dell'inverno i capo Cherokee Cesare visitò le varie città Cherokee chiedendo sostegno nella guerra contro i Creek. Altri famosi capi Cherokee chiedevano cautela e pazienza, tra cui Charitey Hagey che congiurò a Tugaloo, una delle città vicine alla Carolina del Sud. Molti Cherokee di Lower Town volevano fare pace con la Carolina del Sud, ma non volevano combattere nessuno a parte Yuchi e Shawnee del Savannah.
Ai caroliniani fu detto che una "bandiera di tregua" era stata mandata dalle città meridionali ai Creek, e che una delegazione di Creek aveva promesso di giungere. Sembra che Charitey Hagey ed i suoi sostenitori si siano offerti per rompere i negoziati di pace tra Creek e Carolina del Sud. Convinsero i caroliniani a modificare il proprio piano di battaglia, mentre questi ultimi passarono l'inverno nel tentativo di dissuadere Cesrare ed i Cherokee pro-guerra.

### Massacro di Tugaloo
Il 27 gennaio 1716 i caroliniani si riunirono a Tugaloo, dove scoprirono che una delegazione Creek era giunta e che i Cherokee ne avevano uccisi 11 o 12. I Cherokee affermarono che la delegazione Creek era di fatto un gruppo armato composto da centinaia di Creek e Yamasee, e che erano quasi riusciti a tendere un'imboscata agli uomini della Carolina del Sud. Non si sa bene cosa successe a Tugaloo. Il fatto che Cherokee e Creek si siano incontrati in privato senza la presenza inglese fa ipotizzare che i Cherokee fossero ancora divisi al loro interno sul fatto di unirsi ai Creek o agli inglesi. È possibile che i Cherokee, relativamente nuovi al commercio con gli inglesi, sperassero di prendere il posto dei Creek come principale partner commerciale. Qualunque fosse il motivo di fondo, i morti di Tugaloo furono probabilmente il risultato di una discussione imprevedibilmente calda che, come il massacro di Pocotaligo, terminò con un'impasse risolta con gli omicidi. Dopo il massacro di Tugaloo l'unica soluzione possibile fu la guerra tra Cherokee e Creek ed un'alleanza tra Cherokee e Carolina del Sud.
Quest'alleanza evitò la possibilità di una grande invasione Creek della Carolina del Sud. Contemporaneamente i caroliniani avevano fretta di ristabilire la pace con i Creek e non volevano combatter una guerra contro di loro. Nonostante la Carolina del Sud fornisse ai Cherokee armi e beni di commercio, non forniva il sostegno militare che i Cherokee pro-guerra speravano. Vi furono vittorie Cherokee nel 1716 e nel 1717, ma i contrattacchi Creek annullarono la volontà Cherokee di combattere, già in dubbio dall'inizio. Nonostante questo Creek e Cherokee continuarono ad attaccarsi per generazioni.
In risposta al massacro di Tugaloo ed agli attacchi Cherokee, gli Ochese Creek fecero aggiustamenti difensivi all'inizio del 1716. Spostarono tutte le loro città dal bacino del fiume Ocmulgee al fiume Chattahoochee. Gli Ochese Creek avevano vissuto in passato sul Chattahoochee, ma si erano poi spostati sul fiume Ocmulgee e sul suo affluente, l'Ochese Creek da cui viene il termine "Creek", attorno al 1690 per poter essere più vicini alla Carolina del Sud. Il ritorno al Chattahoochee del 1716 non fu una ritirata. La distanza tra Chattahoochee e Charles Town li proteggeva da possibili attacchi.
Nel 1716 e nel 1717, non avendo subito grossi attacchi da parte di Cherokee e inglesi, i Lower Creek acquisirono potere e ripresero le razzie contro britannici, Cherokee e Catawba. Tagliati fuori dal commercio britannico iniziarono ad avere problemi di rifornimento di munizioni, polvere da sparo ed armi d fuoco. I Cherokee invece erano ben riforniti dai britannici. Il bisogno di commercio con gli inglesi zittì gli anti-britannici tra i Creek. All'inizio del 1717 alcuni emissari di Charles Town si trasferirono in territorio Lower Creek ed alcuni Creek andarono a Charles Town, nel tentativo di far partire i negoziati di pace. Contemporaneamente altri Lower Creeks cercavano un modo per continuare a combattere. Alla fine del 1716 un gruppo di rappresentanti di molti popoli Muskogean Creek raggiunsero il territorio delle Sei Nazioni Irochesi di New York. Colpiti dalla diplomazia Creek fli Irochesi mandarono 20 dei loro ambasciatori a riaccompagnare a casa i Creek. Irochesi e Creek furono interessati soprattutto nella pianificazione di attacchi ai nemici comuni, come Catawba e Cherokee. Ma per la Carolina del Sud un'alleanza Creek-Irochesi era una cosa da evitare a tutti i costi. In risposta la Carolina del Sud mandò emissari nelle città Lower Creek con un grosso carico di regali.

### Insicurezza lungo la frontiera
Dopo la sconfitta di Yamasee e Catawba, la milizia della Carolina del Sud rioccupò gli insediamenti abbandonati e cercò di rendere nuovamente sicura la frontiera, trasformando molti edifici delle piantagioni in fortificazioni. La milizia riuscì ad evitare una tattica aggressiva, ma non fu in grado di difendere la colonia dalle razzie. Membri delle milizie iniziarono a disertare nell'estate del 1715, alcuni preoccupati per le proprie famiglie e proprietà ed altri semplicemente ansiosi di abbandonare la Carolina del Sud.
In risposta al fallimento della milizia, il governatore Craven la sostituì con un esercito professionista (ovvero un esercito di soldati pagati). Nell'agosto 1715 il nuovo esercito caroliniano contava 600 cittadini, 400 schiavi neri, 170 indiani amici e 300 soldati di Carolina del Nord e Virginia. Fu la prima volta che la milizia della Carolina del Sud fu sciolta e sostituita da un esercito professionista. Fu anche famoso per la grande quantità di schiavi neri arruolati (la paga la percepivano i proprietari).
Nonostante tutto neanche questo esercito riuscì a rendere sicura la colonia. Gli indiani ostili si rifiutarono di combattere battaglie campali, preferendo razzie ed imboscate. Inoltre gli indiani occupavano un territorio talmente vasto che era impossibile attaccarli con un esercito. L'esercito fu sciolto dopo l'alleanza fatta con i Cherokee all'inizio del 1716.

### Conclusione
Dato il coinvolgimento nella guerra di molte tribù, con vari livelli di partecipazione, non vi fu una fine precisa del conflitto. Per alcuni la crisi si concluse in uno o due mesi. I Lords Proprietor della colonia credettero che la colonia non fosse più in pericolo mortale dopo le prime due settimane. Per altri fu l'alleanza con i Cherokee all'inizio del 1716 che pose fine alla guerra. Trattati di pace furono firmati con varie tribù Creek e con i Muskogean alla fine del 1717. Alcuni però non firmarono mai, e rimasero armati. Yamasee e Apalachicola si spostarono verso sud, ma continuarono a razziare gli insediamenti meridionali della Carolina del Sud fino agli anni 1720. La sicurezza lungo la frontiera rimase un problema.

## Conseguenze

### Cambiamenti politici
Nonostante siano serviti molti anni, la guerra yamasee portò direttamente alla defenestrazione dei Lords Proprietor della Carolina del Sud. Nel 1720 iniziò il processo di transizione da colonia privata a colonia della corona britannica. Servirono nove anni, ma nel 1729 Carolina del Sud e Carolina del Nord divennero ufficialmente proprietà della corona. Gli abitanti della Carolina del Sud non erano contenti del sistema esistente prima della guerra yamasee, ma la richiesta di cambiamento divenne forte nel 1715, dopo la prima fase della guerra, per poi esplodere negli anni seguenti.
La guerra yamasee portò anche alla creazione della colonia della Georgia. Anche se ci furono altri fattori coinvolti nella fondazione della Georgia, questa non sarebbe stata possibile senza la ritirata degli Yamasee. I pochi Yamasee rimasti divennero noti come Yamacraw. James Edward Oglethorpe negoziò con gli Yamacraw per ottenere il permesso la terra su cui fondare la propria capitale dei Savannah.

### Conseguenze per gli indiani
Nei primi anni della guerra gli Yamasee persero circa un quarto della loro popolazione, uccisa o fatta schiava. I sopravvissuti si trasferirono a sud verso il fiume Altamaha, una regione che avevano abitato già nel XVII secolo. Non riuscirono ad abitarci pacificamente, e poco dopo divennero rifugiati. Gli Yamasee erano etnicamente misti, e dopo la guerra yamasee si divisero. Circa un terzo dei sopravvissuti scelse di insediarsi tra i Lower Creek, diventando parte di una nuova confederazione Creek. Buona parte dei restanti si unirono ai rifugiati Apalachicola trasferitisi nelle vicinanze di St. Augustine nell'estate del 1715. Nonostante i numerosi tentativi di firmare una pace il conflitto tra Carolina del Sud e Yamasee proseguì per decenni. Gli Yamasee della Florida spagnola furono indeboliti da malattie e da altri fattori. I sopravvissuti furono assorbiti dai Seminole.
Le varie tribù proto-Creek Muskogean si strinsero dopo la guerra yamasee. La rioccupazione del fiume Chattahoochee da parte degli Ochese Creek, con i resti di Apalachicola, Apalachee, Yamasee ed altri, rappresentò per gli europei un nuovo popolo e per questo aveva bisogno di un nuovo nome. Per gli spagnoli furono la reincarnazione degli Apalachicola del XVII secolo. Tra gli inglesi divenne comune il termine Lower Creek.
I Catawba assorbirono molti resti di Cheraw, Congaree, Santee, Pee Dee, Waxhaw, Wateree, Waccamaw e Winyah, anche se questi rimasero indipendenti per anni. La confederazione Catawba uscì dalla guerra yamasee come la più potente forza indiana della regione di Piedmont, soprattutto dopo che i Tuscarora migrarono per unirsi agli Irochesi del nord. Nel 1716, un anno dopo che i Catawba avevano stretto pace con Carolina del Sud, alcuni Santee e Waxhaw uccisero molti coloni. In risposta il governo caroliniano chiese ai Catawba di "attaccarli ed eliminarli", cosa che i Catawba fecero. I sopravvissuti Santee e Waxhaw furono assorbiti dai Catawba come schiavi o "adottati". I Cheraw rimasero generalmente ostili per anni.